# Cerro Moro
El proyecto minero Cerro Moro se encuentra ubicado a unos 70 km hacia el suroeste de la ciudad de Puerto Deseado, cabecera del departamento Deseado en la provincia de Santa Cruz. Ocupa una superficie de alrededor de 17 000 ha caracterizadas por una morfología de meseta patagónica.
El nombre de este proyecto procede de un cerro que sobresale el paisaje circundante, que a su vez es el nombre de una estancia dedicada a la ganadería ovina asentada en la zona desde comienzos del siglo XX.
El primer estudio de factibilidad fue completado en el año 2010. En el año 2014 Yamana Gold, propietaria del emprendimiento, modificó al alza los resultados de los estudios de factibilidad previos, estimando una inversión inicial de US$ 126 millones y una inversión total de US$ 174 millones para los 10 años de duración estimada del proyecto —2 años de construcción de las instalaciones y 8 años de producción—, con una extracción de 150 000 onzas equivalentes de oro. El inicio de la etapa de pleno régimen de producción previsto para la segunda mitad del año 2017, se concretó en junio de 2018.
En noviembre de 2019, Yamana Gold anunció el descubrimiento de una nueva zona mineralizada y el hallazgo de áreas más extensas de mineralización en las zonas ya exploradas, lo que podría significar, según la empresa, que Cerro Moro se establezca como una operación de oro y plata de larga duración, alta calidad y alta ley.

## Geología y mineralización
Cerro Moro se encuentra ubicado en la región denominada Macizo del Deseado, un distrito de oro y plata epitermal de baja sulfuración en el cual se han detectado alrededor de 30 vetas.
Estudios realizados a partir de abril de 2011 permitieron detectar otras 6 vetas en el área de Cerro Moro, llamadas "Escondida", "Zoe", "Loma Escondida", "Esperanza", "Deborah" y "Gabriela". 
La mayor parte de los minerales están alojados a una profundidad de unos 80 metros. En general se encontró que la orientación de las vetas tiene tendencia noroeste. El depósito principal consta de una o más vetas polifásicas de carácter epitermal de baja sulfuración que se cortan de forma esporádica por ignimbritas riolíticas.
Las venas mineralizadas se encuentran en los flujos félsicos, brechas de toba y sedimentos volcanoclásticas del jurásico medio a superior, cubiertos con basaltos, gravas cuaternarias y sedimentos terciarios.

## Explotación
Según la información proporcionada por la empresa Yamana Gold, en base al plan de producción vigente, se espera una producción media anual en los tres primeros años de plena producción de 135 000 onzas de oro y 6.7 millones de onzas de plata. Las estimaciones a lo largo de la vida estimada para la mina incluyen la producción anual de 102 000 onzas de oro y 5 millones de onzas de plata, con un rendimiento de 1000 toneladas por día. Se estima obtener un grado de 10.9 g/ton de oro y 536 g/ton de plata, con una recuperación del 95% y el 93% respectivamente.

En el curso del desarrollo de la producción, se espera que la explotación a cielo abierto se reduzca paulatinamente, con un incremento de la explotación subterránea.